# 图尔宽
图尔宽（法語：Tourcoing，法語發音：[tuʁkwɛ̃] ⓘ），法国北部城市，上法兰西大区诺尔省的一个市镇，隶属于里尔区，也是里尔欧洲都会区的重要组成部分，其市镇面积为15.2平方公里，2022年1月1日时人口数量为99,160人，是该省人口第二多的市镇，在法国城市中排名第43位。
图尔宽位于诺尔省中部，与比利时接壤，历史上因纺织业而兴盛，现代是一个区域性的中心城市，境内有多处大型集中式居民区。图尔宽距离里尔市中心大约13公里，通过地铁及有轨电车相连。法国足球运动员约翰·卡巴耶出生于图尔宽。

## 地名来源

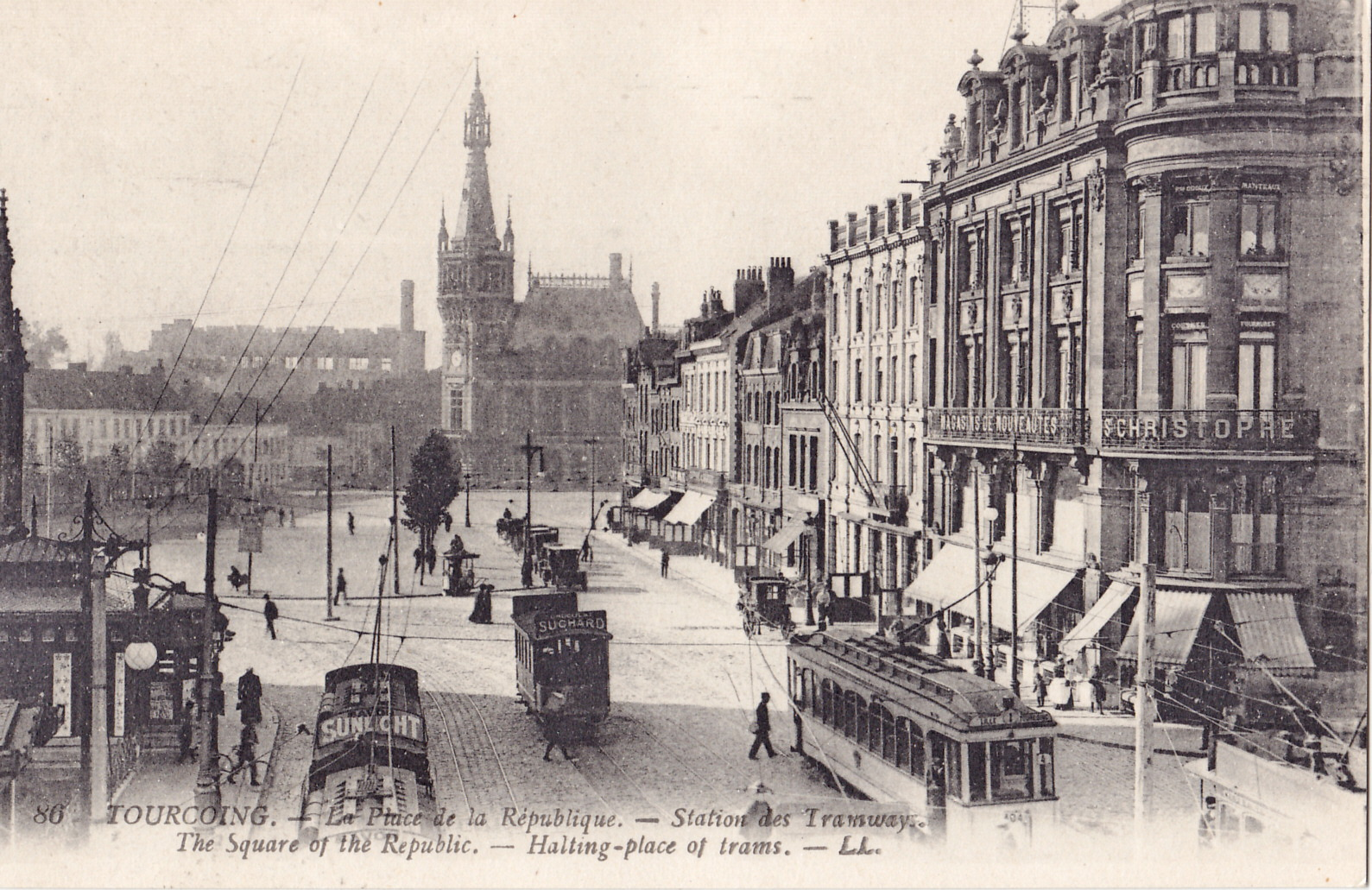
20世纪初的图尔宽

“图尔宽”一名来源于公元9世纪时的日耳曼人物，后者生平不详，公元12世纪时曾以的形式被记载。

## 历史
图尔宽建城于中世纪中期，此后长期为一处封建领主的土地，中世纪末期，拉努瓦家族曾入主此地。法国大革命后，图尔宽成为诺尔省的一个市镇，1794年，法兰西共和国曾在此与反法联盟发生圖爾寬戰役。纺织业在18世纪末成为当地的重要经济来源，并在工业革命期间获得快速发展。19世纪时，图尔宽的人口数量快速增加，铁路和有轨电车分别于1842年和1877年建成。1906年，图尔宽举办了世界纺织品博览会。1910年，图尔宽城市人口数量超过10万。二战时期纳粹德军曾占领图尔宽。二战后，图尔宽的纺织业受到国际竞争影响而逐渐衰败，使得当地失业率急剧增加。21世纪后，图尔宽的城市改造工程逐渐推进，里尔地铁2号线直通市中心，使得图尔宽成为里尔重要的卫星城。

## 地理

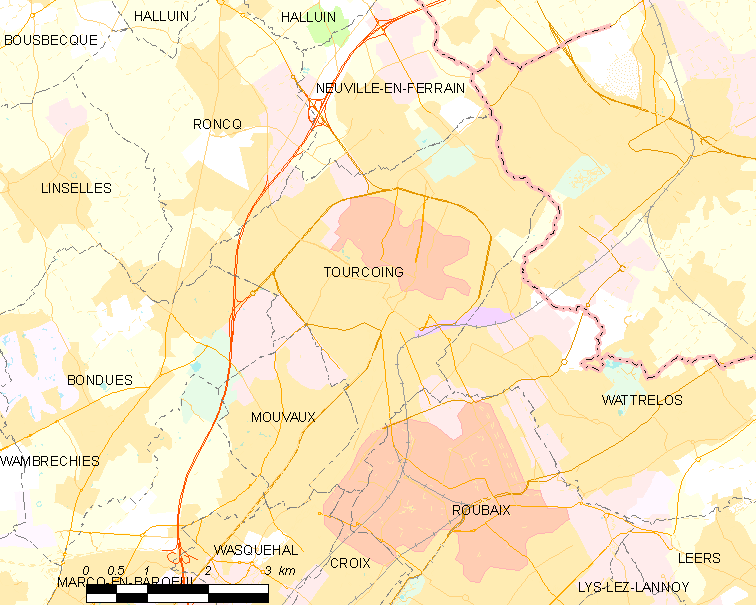
图尔宽市镇范围地图

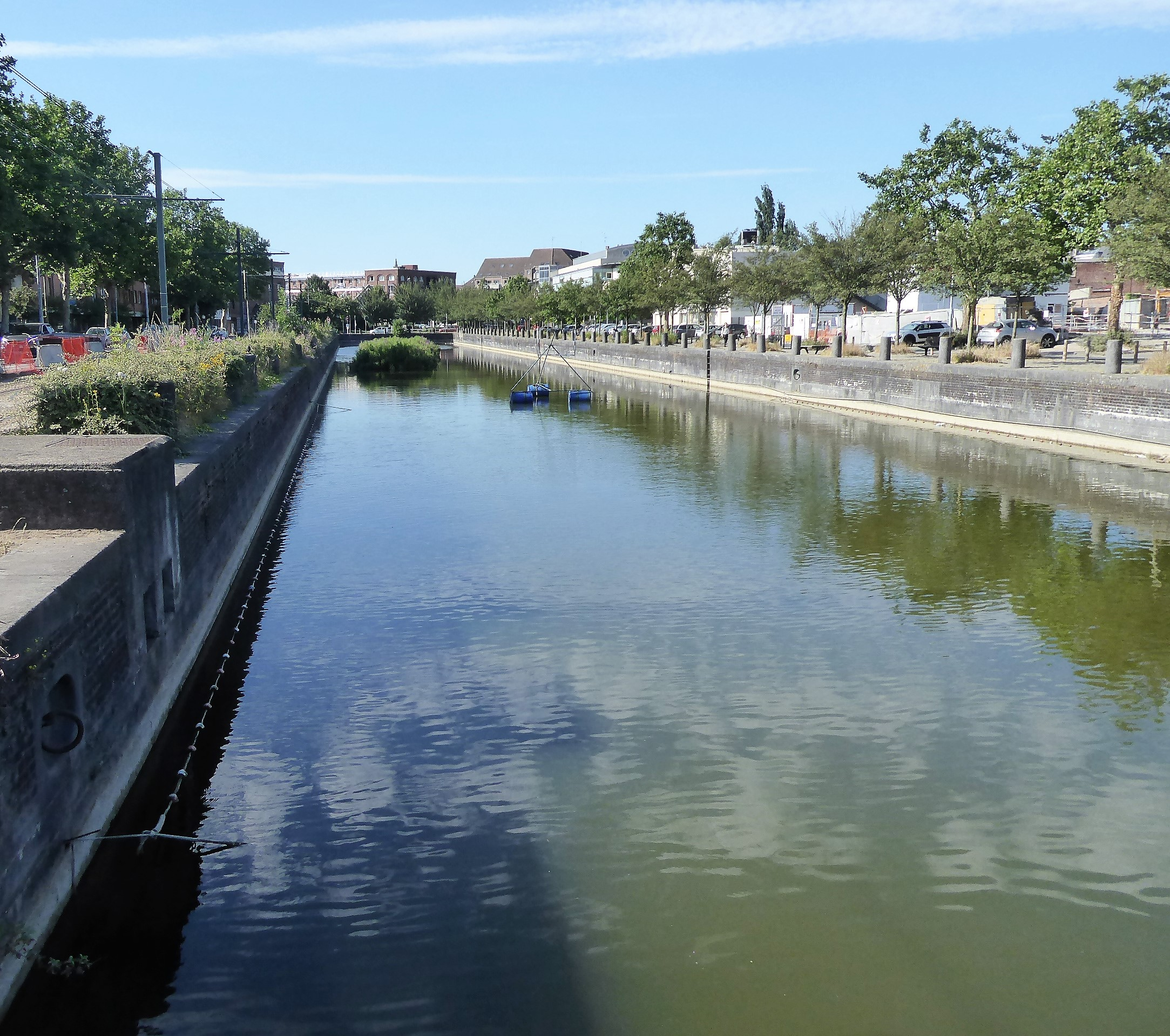
图尔宽运河

图尔宽位于法国北部，上法兰西大区北部和诺尔省中部，距离省会里尔大约13公里。与图尔宽接壤的市镇包括：邦迪、克鲁瓦、穆沃、费兰地区讷维尔、龙克、鲁贝、瓦斯卡勒、瓦特勒洛、穆斯克龍。

### 地形
图尔宽位于佛兰德平原腹地，境内地势平坦，全境海拔在24到49米之间。

### 水文
图尔宽运河（Canal de Tourcoing）可连通德勒河，除此之外图尔宽市镇范围内无大型天然水域。

### 植被
图尔宽属于温带落叶林区，市区内的主要绿地公园包括克莱蒙梭公园（Parc Clemenceau）、图尔宽植物花园（Jardin botanique de Tourcoing）等，均常年免费向公众开放。

### 气候
图尔宽在柯本气候分类法中属于温带海洋性气候。
距离图尔宽最近的气象站位于鲁贝境内，以下为该气象站的数据（其中日照数据取自里尔）：
| 图尔宽1981年－2019年 | 图尔宽1981年－2019年 | 图尔宽1981年－2019年 | 图尔宽1981年－2019年 | 图尔宽1981年－2019年 | 图尔宽1981年－2019年 | 图尔宽1981年－2019年 | 图尔宽1981年－2019年 | 图尔宽1981年－2019年 | 图尔宽1981年－2019年 | 图尔宽1981年－2019年 | 图尔宽1981年－2019年 | 图尔宽1981年－2019年 | 图尔宽1981年－2019年 |
| 月份                 | 1月                  | 2月                  | 3月                  | 4月                  | 5月                  | 6月                  | 7月                  | 8月                  | 9月                  | 10月                 | 11月                 | 12月                 | 全年                 |
| -------------------- | -------------------- | -------------------- | -------------------- | -------------------- | -------------------- | -------------------- | -------------------- | -------------------- | -------------------- | -------------------- | -------------------- | -------------------- | -------------------- |
| 历史最高温 °C（°F）  | 15.5 (59.9)          | 18.5 (65.3)          | 22.8 (73.0)          | 28.5 (83.3)          | 33 (91)              | 35 (95)              | 37 (99)              | 37.5 (99.5)          | 31 (88)              | 27 (81)              | 20 (68)              | 15.5 (59.9)          | 37.5 (99.5)          |
| 平均高温 °C（°F）    | 6.7 (44.1)           | 7.5 (45.5)           | 11.1 (52.0)          | 14.7 (58.5)          | 18.7 (65.7)          | 21.3 (70.3)          | 23.8 (74.8)          | 23.9 (75.0)          | 20.2 (68.4)          | 15.6 (60.1)          | 10.5 (50.9)          | 7.2 (45.0)           | 15.1 (59.2)          |
| 日均气温 °C（°F）    | 4.1 (39.4)           | 4.5 (40.1)           | 7.4 (45.3)           | 10.1 (50.2)          | 13.9 (57.0)          | 16.6 (61.9)          | 18.9 (66.0)          | 18.9 (66.0)          | 15.7 (60.3)          | 11.9 (53.4)          | 7.7 (45.9)           | 4.8 (40.6)           | 11.2 (52.2)          |
| 平均低温 °C（°F）    | 1.6 (34.9)           | 1.5 (34.7)           | 3.7 (38.7)           | 5.5 (41.9)           | 9.2 (48.6)           | 11.9 (53.4)          | 14 (57)              | 13.9 (57.0)          | 11.2 (52.2)          | 8.2 (46.8)           | 4.8 (40.6)           | 2.4 (36.3)           | 7.3 (45.1)           |
| 历史最低温 °C（°F）  | −14.5 (5.9)          | −12.5 (9.5)          | −6.5 (20.3)          | −2.5 (27.5)          | −1 (30)              | 3 (37)               | 6 (43)               | 5 (41)               | 3 (37)               | −3.5 (25.7)          | −7 (19)              | −10.5 (13.1)         | −14.5 (5.9)          |
| 平均降水量 mm（）    | 69.8 (2.75)          | 54.6 (2.15)          | 63.9 (2.52)          | 53.3 (2.10)          | 67.8 (2.67)          | 71.6 (2.82)          | 74.2 (2.92)          | 70 (2.8)             | 68 (2.7)             | 77.1 (3.04)          | 81.5 (3.21)          | 81.4 (3.20)          | 833.2 (32.80)        |
| 月均日照時數         | 65.5                 | 70.7                 | 121.1                | 172.2                | 193.9                | 206                  | 211.3                | 199.5                | 151.9                | 114.4                | 61.4                 | 49.6                 | 1,617.5              |
| 来源：infoclimat.fr  |                      |                      |                      |                      |                      |                      |                      |                      |                      |                      |                      |                      |                      |

## 行政区划
图尔宽是法国上法兰西大区诺尔省的一个市镇，编号为59599。图尔宽隶属于里尔区和里尔欧洲都会区，管理图尔宽第一县和第二县。
图尔宽市镇被划为16个街区，并实行街区自治制度。
法国国家统计与经济研究所（简称）在进行数据统计时，将图尔宽及相邻的另外58个市镇设为里尔城市核心区，并将包括核心区在内的周边共130个市镇划为里尔城市区。自2020年起，里尔城市区被包含201个市镇的里尔城市辐射区代替。此外，还将图尔宽市镇分为了41个“块区”（IRIS），以便于统计人口分布情况。

## 交通

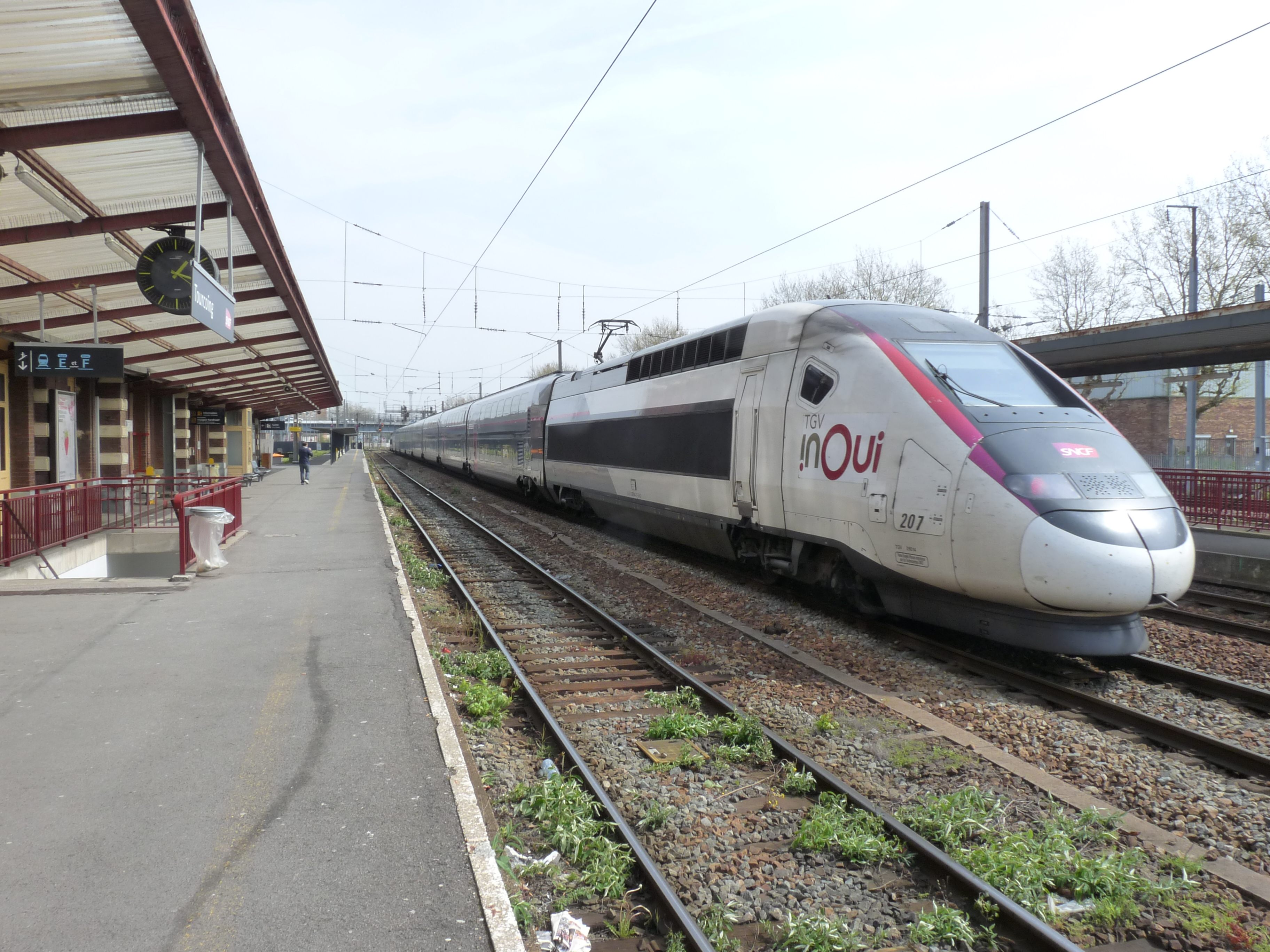
图尔宽站内的一辆高速列车

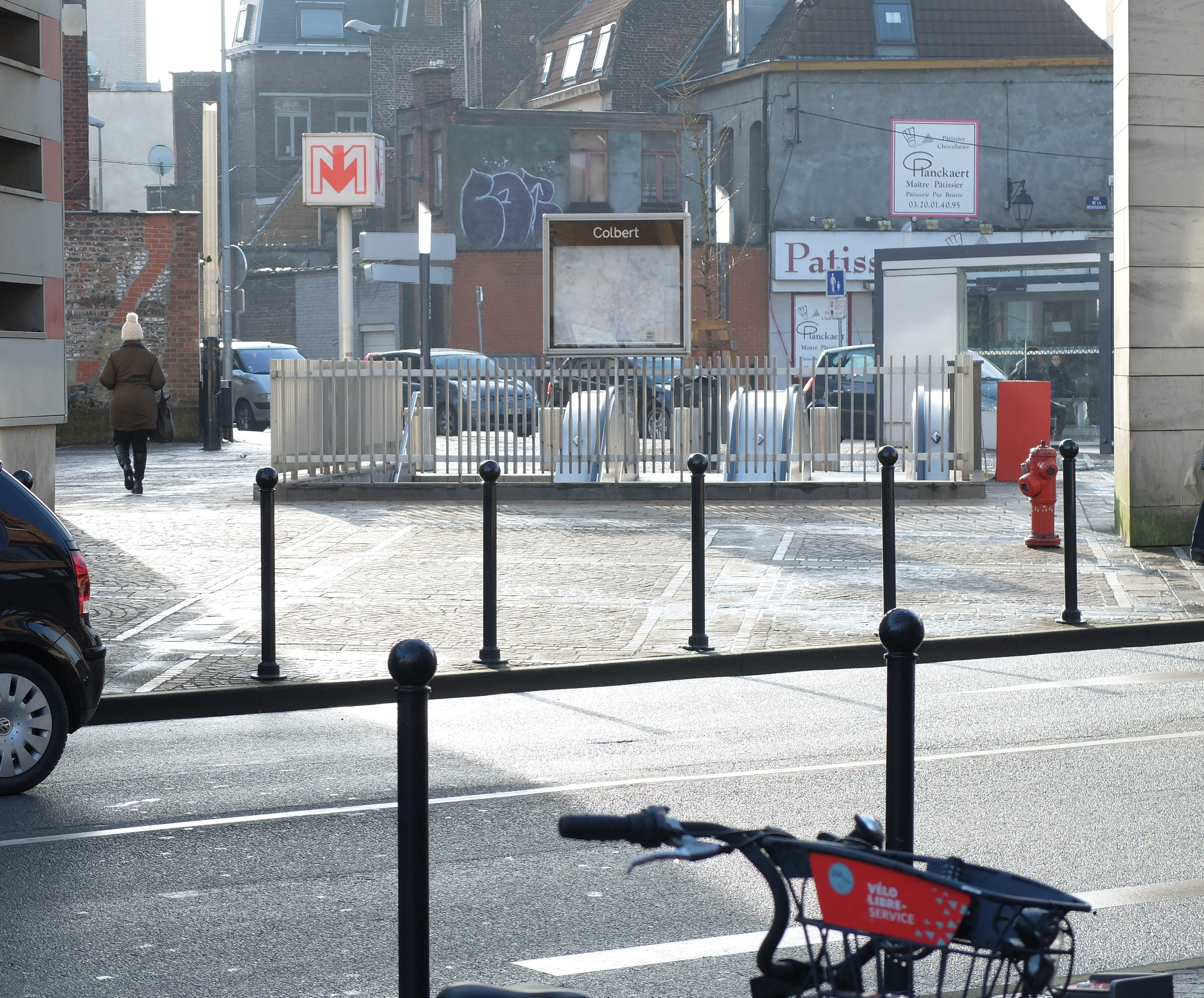
位于图尔宽境内的里尔地铁科尔贝站

### 公路
A22高速公路经过市区西侧，可通过15、16或17号出入口连接市区，此外多条诺尔省省道在图尔宽境内交汇，上法兰西大区下属的城际客运提供巴士线路，可前往周边部分市镇。
2017年，67.8%的图尔宽家庭拥有至少一辆的私人汽车。2018年，图尔宽境内共发生各类交通事故37起，造成3人遇难，44人受伤。

### 铁路
图尔宽位于里尔－穆斯克龙铁路上。图尔宽站位于市区南部，停靠往返于里尔和穆斯克龙一线的区域列车，同时每天开行两班直达巴黎的高速列车以及前往马赛和波尔多的Ouigo列车。

### 航空
距离图尔宽最近的民用航空站为里尔机场，距离图尔宽市中心的公路里程约22公里。

### 城市公共交通
图尔宽是里尔都会公共交通（商业名称为，2019年以前称为”“）的服务范围。截至2020年11月，该系统的多条线路途径图尔宽市区：
- 里尔地铁2号线，在图尔宽境内设有9个车站。
- 里尔-鲁贝-图尔宽有轨电车，其中T支线连接图尔宽市区。
- 15条公交线路

## 政治

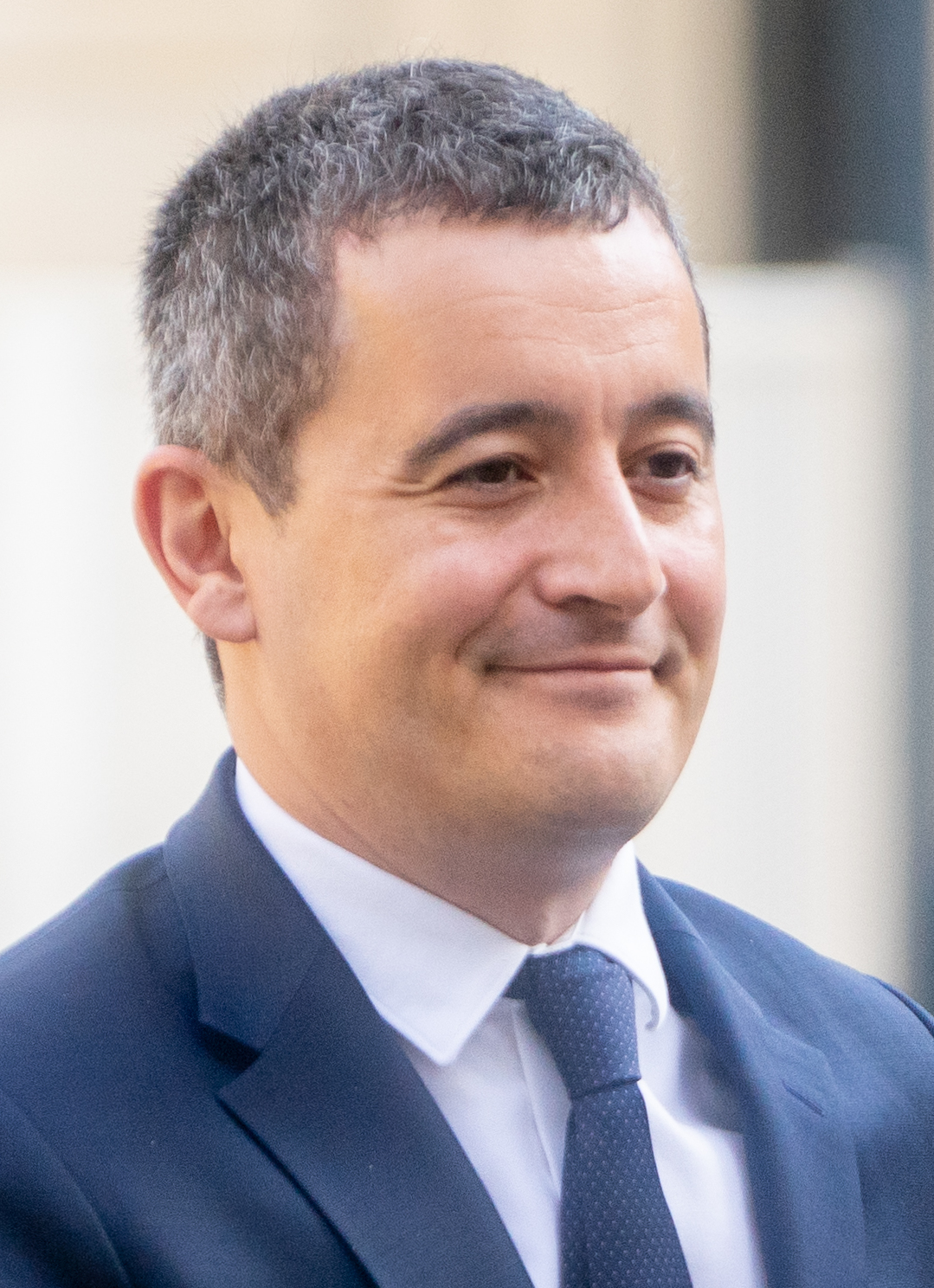
热拉尔德·达尔马宁

图尔宽的现任市长为多里雅娜·贝屈女士（Doriane Becue），她是共和国前进！的一名成员，其前任热拉尔德·达尔马宁在2020年的市政选举中获得了60.89%的支持率，同年9月起因担任法国内政部长职务而离开图尔宽。
在2017年的法国总统大选中，法国第25任总统埃马纽埃尔·马克龙在图尔宽获得了62.28%的支持率。
| 图尔宽历届市长 |                          |                           |
| 任期           | 市长                     | 党派                      |
| 1944年－1947年 | 费尔南·朗布兰            | RAD激进党 →PCF法国共产党  |
| 1947年－1954年 | 路易·巴黎                | SFIO工人国际法国支部      |
| 1954年－1955年 | 勒内·德贝松              | SFIO工人国际法国支部      |
| 1955年－1959年 | 路易·巴黎                | SFIO工人国际法国支部      |
| 1959年－1977年 | 勒内·勒科克              | UDR共和国保卫联盟         |
| 1983年－1989年 | 居伊·沙蒂列              | MRP人民共和运动 →PS社会党 |
| 1979年－1983年 | 莫里斯·德夫洛            | PS社会党                  |
| 1983年－1989年 | 斯泰凡·代尔莫            | UDF法国民主联盟           |
| 1989年－2008年 | 让-皮埃尔·巴尔迪克       | PS社会党                  |
| 2008年－2014年 | 米歇尔-弗朗索瓦·德拉努瓦 | PS社会党                  |
| 2014年－2017年 | 热拉尔德·达尔马宁        | LREM复兴                  |
| 2017年－2019年 | 迪迪耶·德罗阿尔          | LR共和黨                  |
| 2019年－2020年 | 让-马里·维尔斯特凯尔     | LR共和黨                  |
| 2020年         | 热拉尔德·达尔马宁        | LREM复兴                  |
| 2020年－       | 多里雅娜·贝屈            | LREM复兴                  |

## 人口
2017年，图尔宽市镇人口数量为97,368，在法国排名第43位。其中男性46,790人，女性50,578人，75岁及以上人口占5.0%，外籍人口数量为23,390人，人口密度为6,410人/平方公里，当地居民被称为（男性）或（女性）。2018年，图尔宽境内出生1,639人，死亡人口685人。
| 年份   | 1936   | 1946   | 1954   | 1962   | 1968   | 1975    | 1982   | 1990   | 1999   | 2006   | 2011   | 2016   | 2017   |
| ------ | ------ | ------ | ------ | ------ | ------ | ------- | ------ | ------ | ------ | ------ | ------ | ------ | ------ |
| 人口數 | 78,393 | 76,080 | 83,416 | 89,258 | 98,755 | 102,239 | 96,908 | 93,765 | 93,540 | 92,357 | 92,018 | 97,476 | 97,368 |

## 经济
图尔宽是一个区域性的中心城市，当地共有各类用人单位9,860家，其中99.12%为中小型企业（PME），平均历史为13年，行政、医疗及社会服务是当地的主要就业岗位类型。（鞋类销售）、（专业产品销售）及（医疗器械）是当地2019年营业额最高的三个企业，分别为313,761,505欧元、244,920,163欧元和128,754,759欧元。

## 财政收入
2018年，图尔宽的财政收入总额为121,821,000欧元，财政支出总额为112,682,000欧元，当年的债务总额为137,502,000欧元。
2015年，图尔宽的人均收入总额为2,300欧元，其中高职人员为3,844欧元，普通职员为1,810欧元。
2017年，图尔宽境内的青壮年（15至64岁）失业率为23.2%，当地29.3%的家庭拥有纳税资格。

## 社会事务

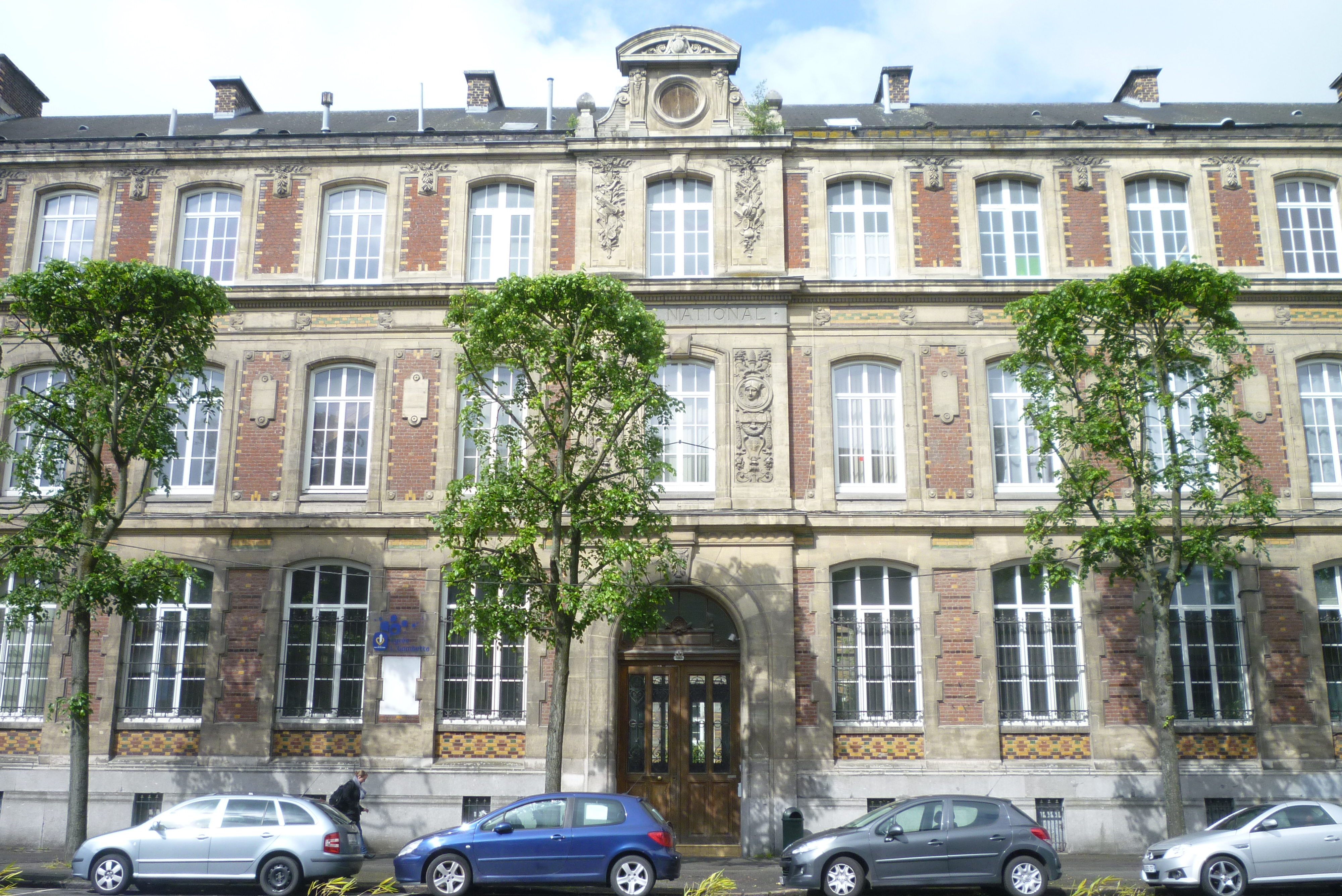
图尔宽境内的一处初级中学

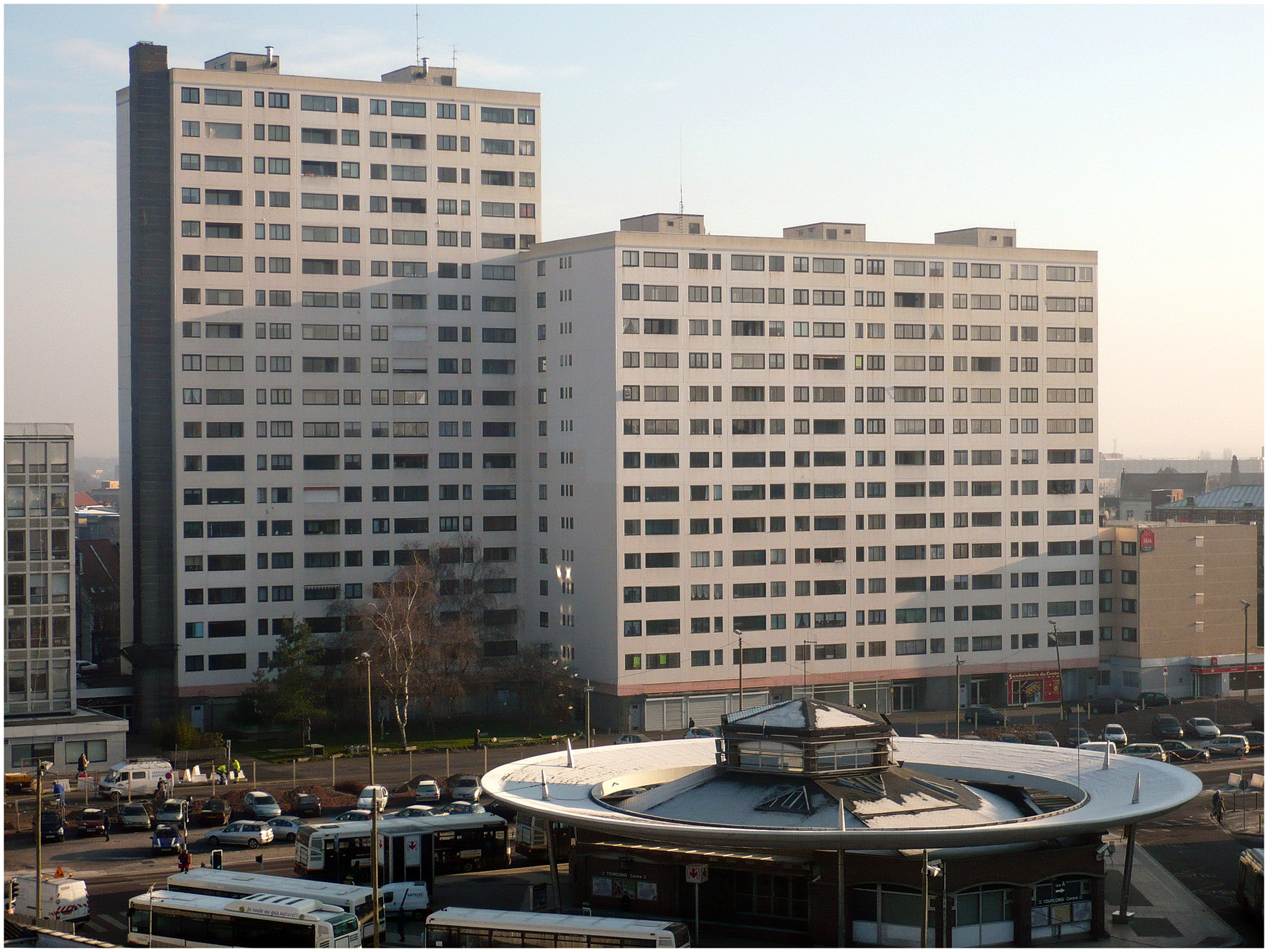
图尔宽市中心的一处高层建筑

### 教育
图尔宽属于里尔学区。截止2019年1月1日，图尔宽境内共有24所幼儿园、40所小学、10所初级中学、8所普通高中和2所职业高中。2018至2019学年度，图尔宽境内共有在校中等教育阶段学生11,662名。成立于1666年的圣心自由教育是当地重要的教育集团，开设有多所中学。
在高等教育方面，里尔大学应用技术学院B院位于图尔宽境内。

### 医疗
截止2019年1月1日，图尔宽境内共有全科医生92名、保健师141名、牙医43名、护士213名、耳科医生4名、眼科医生8名、皮肤科医生5名、助产士8名、儿科医生3名和妇科医生8名。境内共有药房40家、养老院9家、残疾人帮扶中心8家。
图尔宽中心医院，全名为“图尔宽居斯塔夫·德龙中心医院”（Centre hospitalier Gustave Dron），是法国的一个区域性医疗机构，其主病区位于图尔宽市区北部，设有床位541个，是当地规模最大的公立综合性医院。

### 住房
2017年，图尔宽境内共有各类住房42,906套，其中55.2%为独立式居民区，44.3%为集中式居民区。常住房屋占图尔宽市镇范围内居民建筑总量的78.1%。

### 商业
2018年，图尔宽境内共有各类实体商铺1,820家，其中餐厅322家、大型超市26家、杂货店59家、面包房64家、肉铺43家、书店8家、装饰品店9家、银行门店22家、美容美发店101家、汽车维修店102家。图尔宽市区建有“圣克里斯托夫天地购物中心”（Espace Saint-Christophe），市区北部的讷维尔昂费兰境内建有大型开放式商业街区。

### 体育
2019年，图尔宽境内共有1家游泳池、16间体育馆、1座综合体育场、9处网球场、14处足球或橄榄球场以及11处篮球或排球场。
图尔宽体育俱乐部是当地的一支足球队，成立于1901年，2020至2021赛季参加上法兰西大区足球联赛。

### 环境
图尔宽的环境事务由其所属的公共社区负责。2018年，图尔宽境内共有10家污染企业。

### 治安
2018年，图尔宽市镇范围内共有2处派出所。
2014年，图尔宽及附近地区共发生各类案件51,407起，其中盗窃类案件34,037起，经济类案件3,945起，毒品交易类案件2,932起。

## 文化
2019年，图尔宽境内共有2家剧场、2家电影院、1家博物馆和1家音乐厅。图尔宽市政府提供多媒体中心，向公众全年开放。

### 建筑
图尔宽境内有多处法国国家文物保护单位，其中图尔宽圣克里斯托夫教堂、图尔宽市政厅等为当地的代表性建筑物。

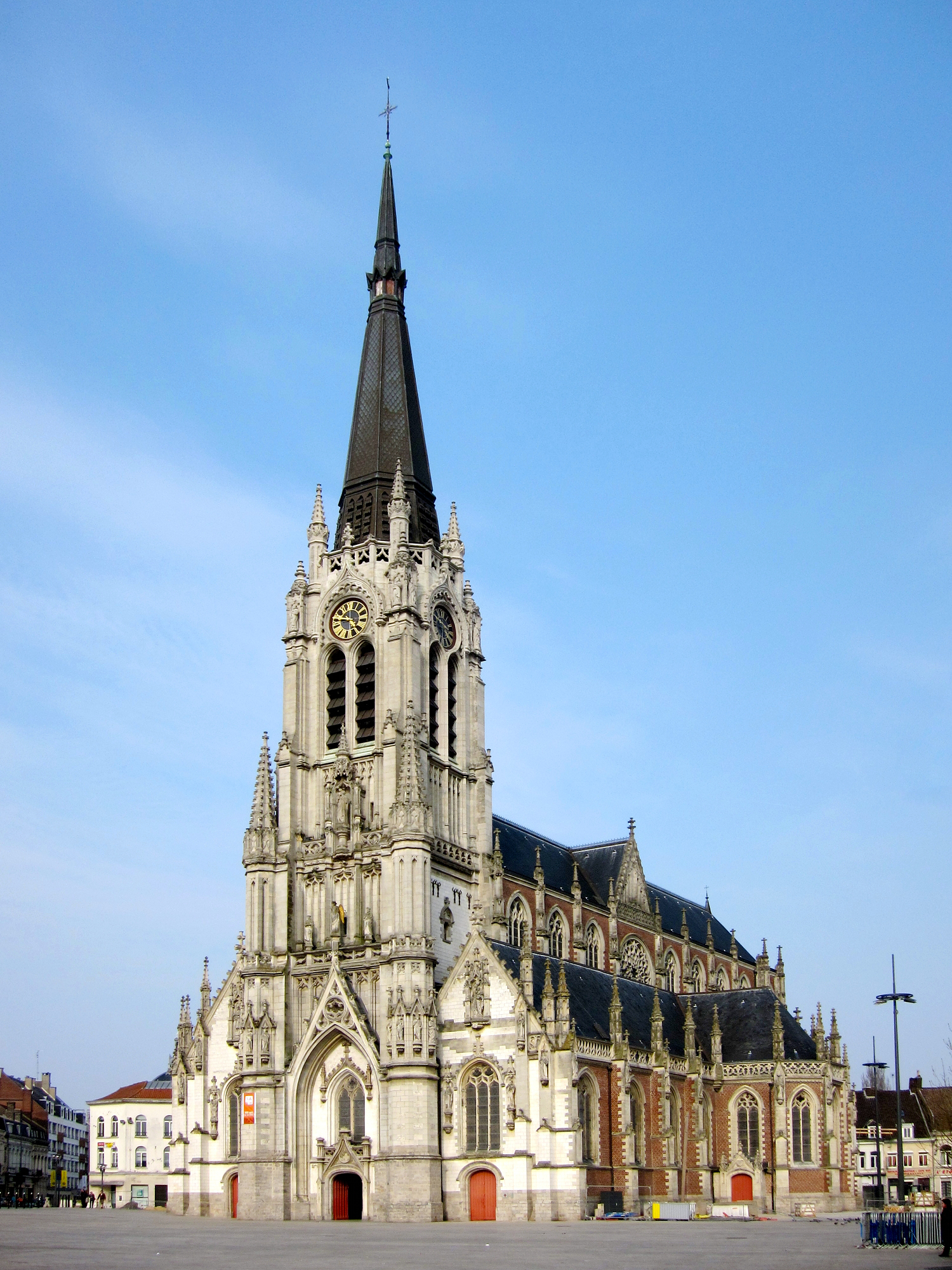
图尔宽圣克里斯托夫教堂（法语：Église Saint-Christophe de Tourcoing）
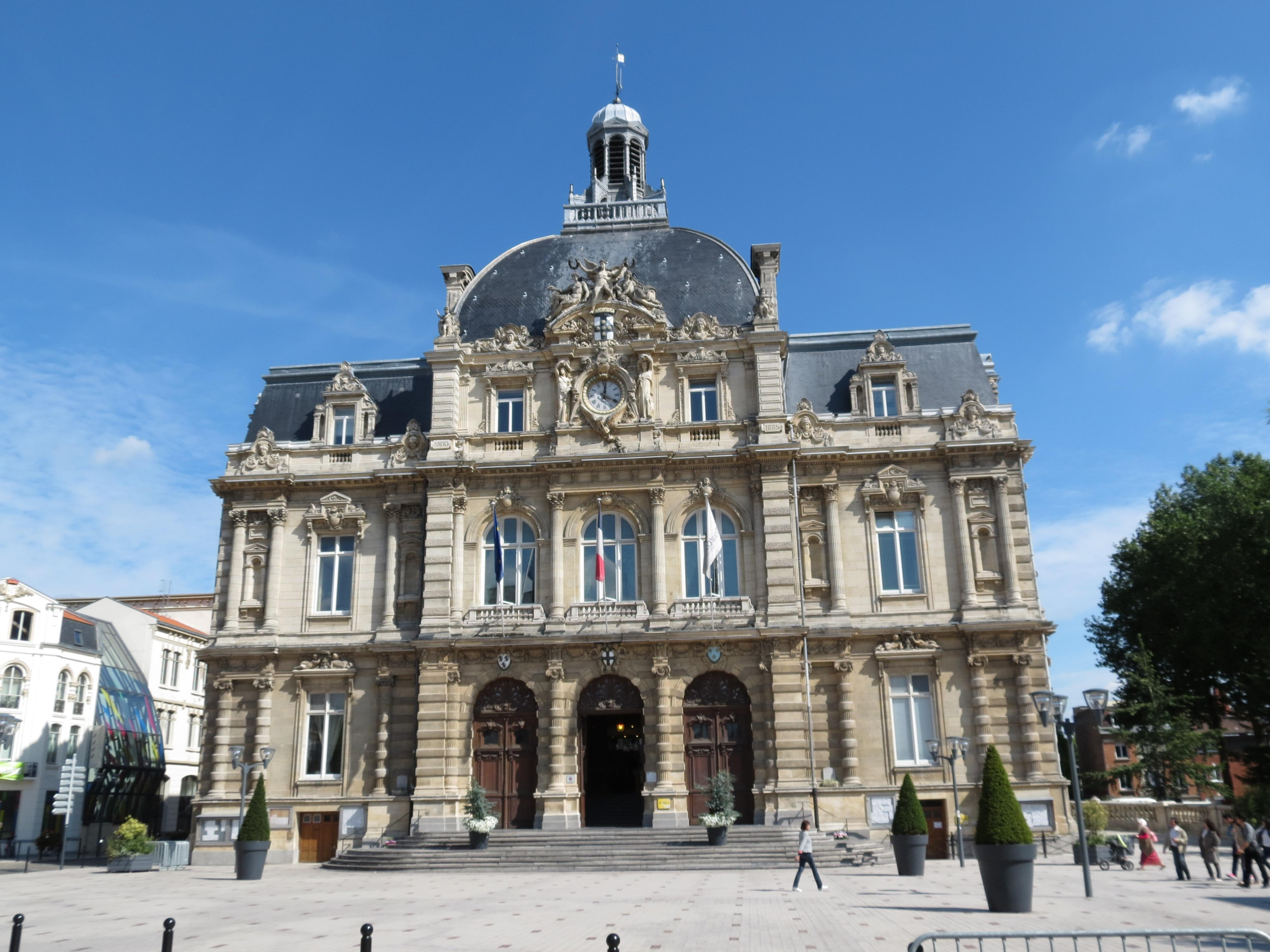
图尔宽市政厅（法语：Hôtel de ville de Tourcoing）
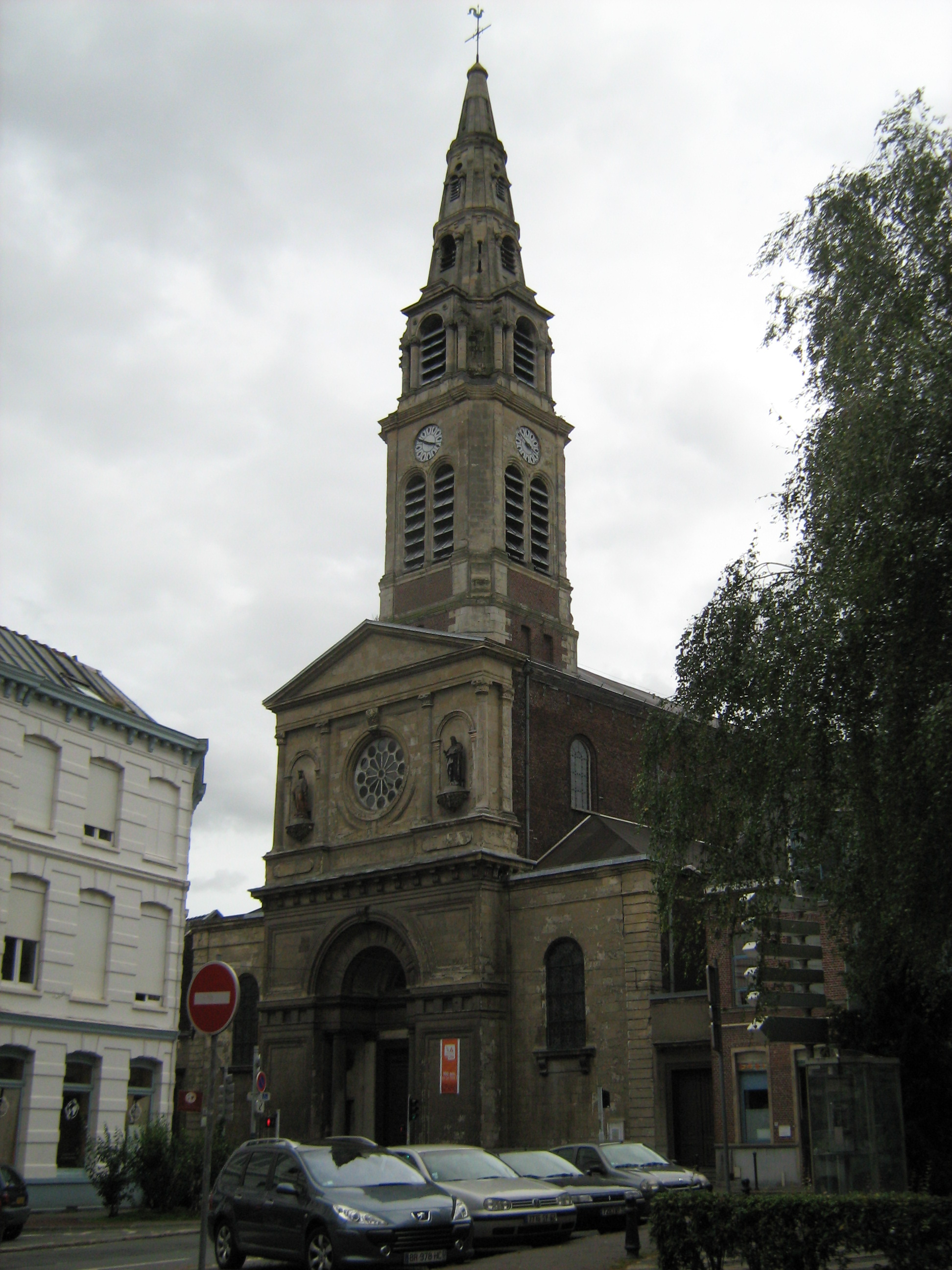
圣母天使教堂
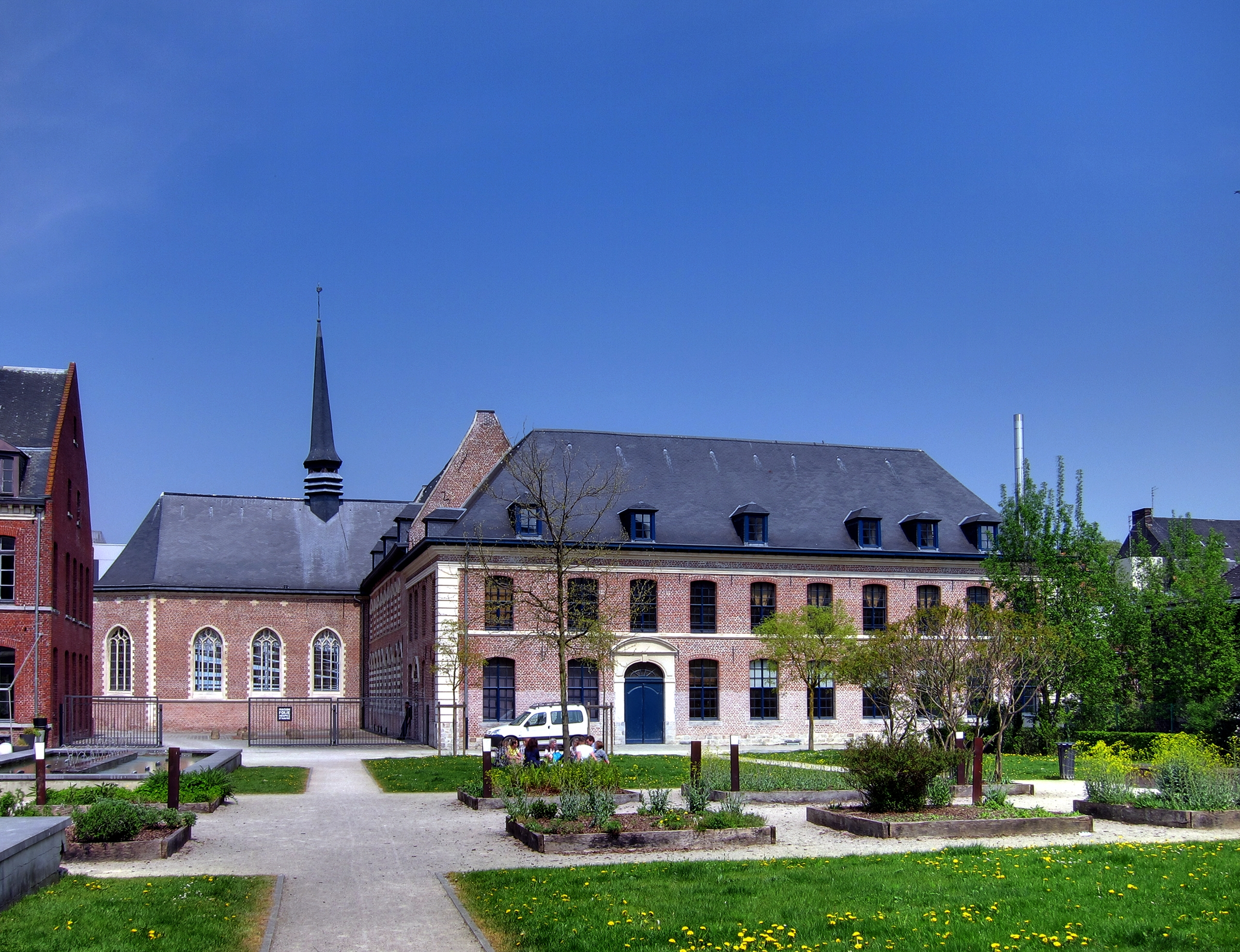
神学院旧址
殉难者纪念碑
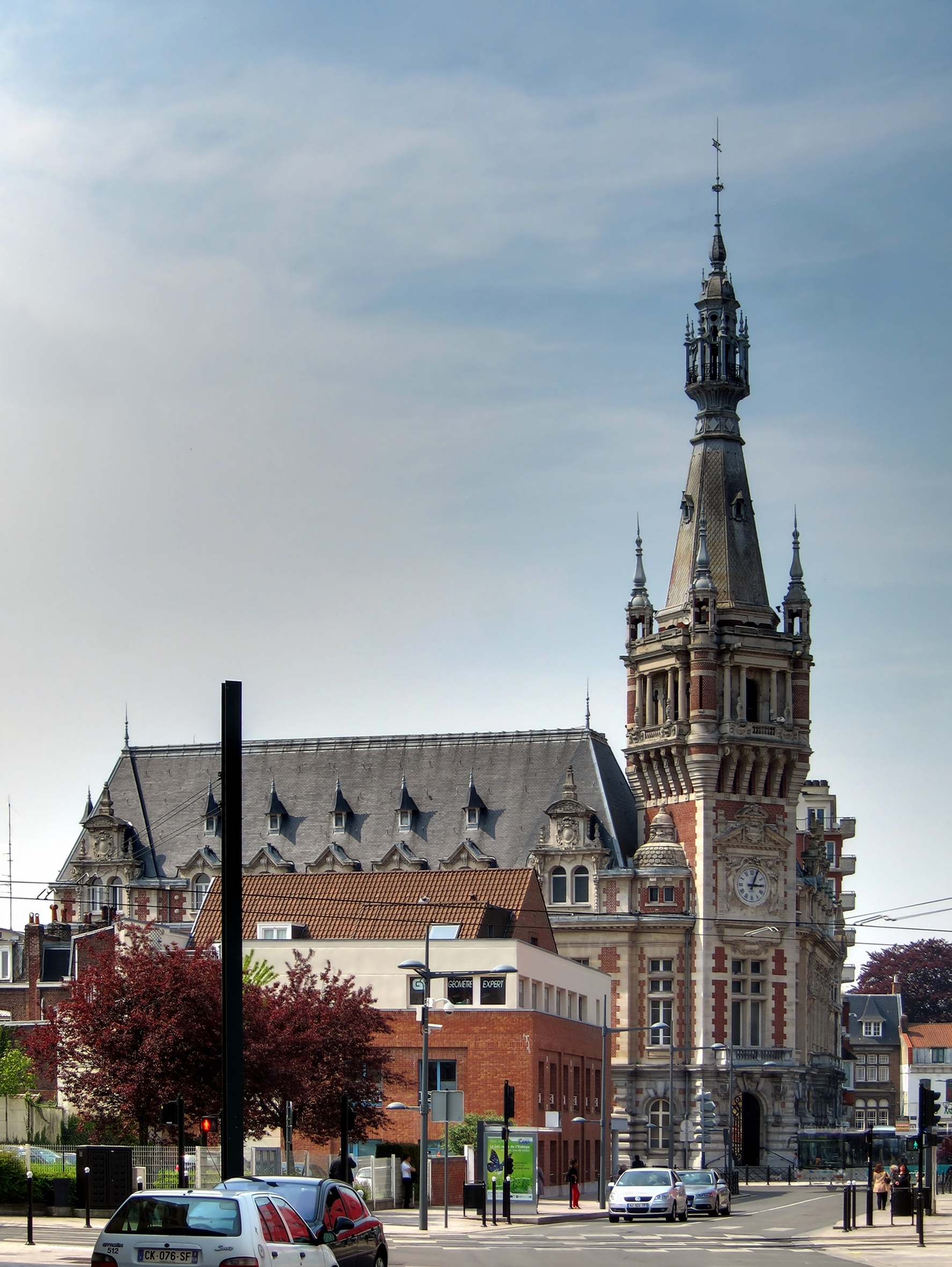
钟楼

### 旅游
图尔宽的旅游事务由其所属的公共社区负责。2020年，图尔宽境内共有5家宾馆共计375间房间。

### 媒体
法国主要的媒体均可在图尔宽接收，法国电视三台下属的上法兰西大区频道在部分时段播出图尔宽所属区域的地方新闻。

## 相关人物
法国地方文学家朱尔·华托、诗人勒内·吉尔、足球运动员约翰·卡巴耶出生于图尔宽。

## 友好城市
截至2020年11月，图尔宽共与八座城市互为友好城市关系：

| - 比利时 穆斯克龙 - 德国 米尔豪森 - 德国 米特 - 德国 博特罗普 | - 義大利 比耶拉 - 葡萄牙 吉马朗伊斯 - 波蘭 亞斯琴別-茲德魯伊 - 英格兰 罗奇代尔 |